# Rudna (Powiat Lubiński)
Rudna (deutsch: Raudten) ist eine ehemalige Stadt im Powiat Lubiński der Woiwodschaft Niederschlesien in Polen. Sie ist zugleich Sitz der Landgemeinde Rudna mit 7793 Einwohnern (Stand 31. Dezember 2020). Sie liegt nordöstlich von Lubin (Lüben) und nördlich von Legnica (Liegnitz).

## Geschichte

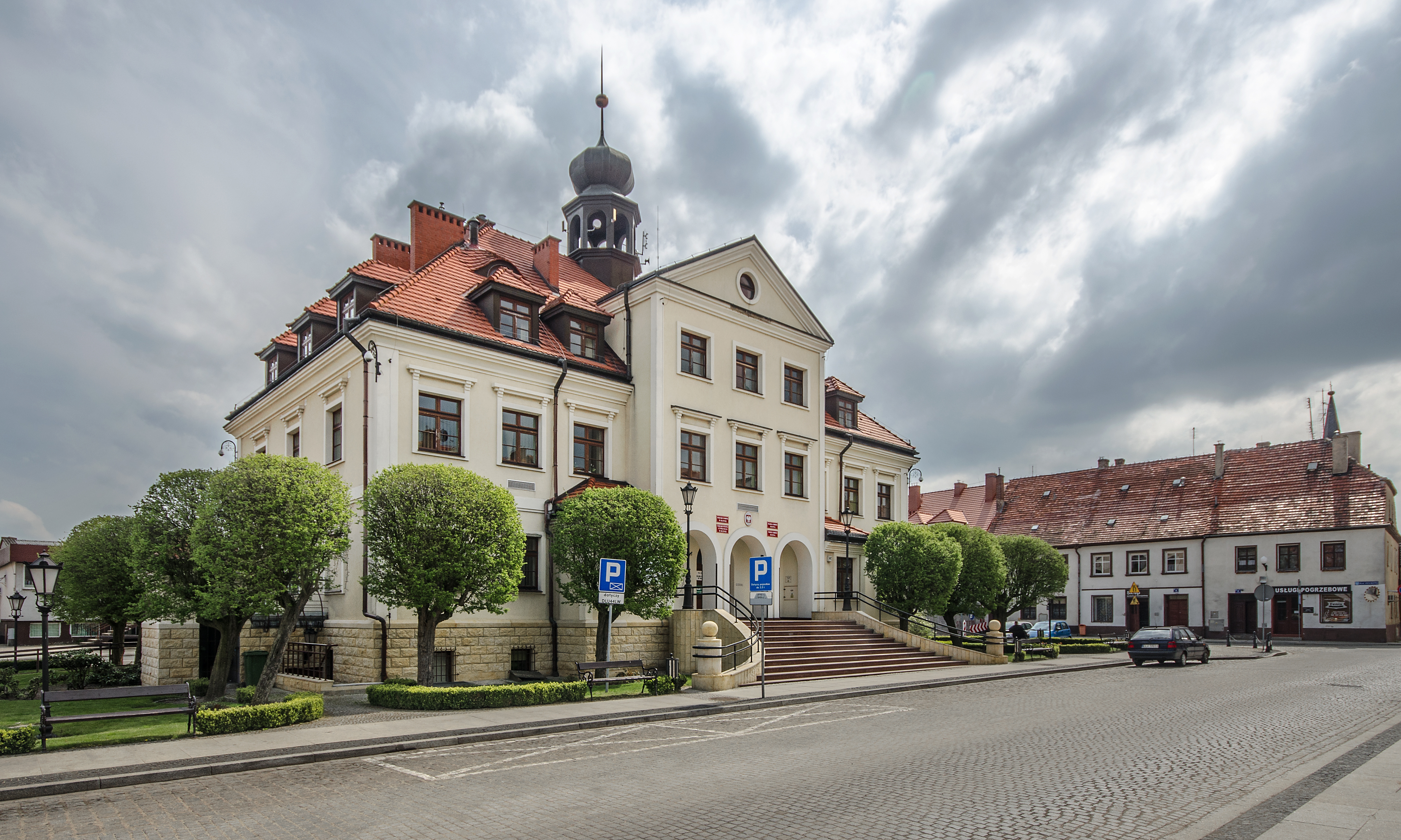
Rathaus

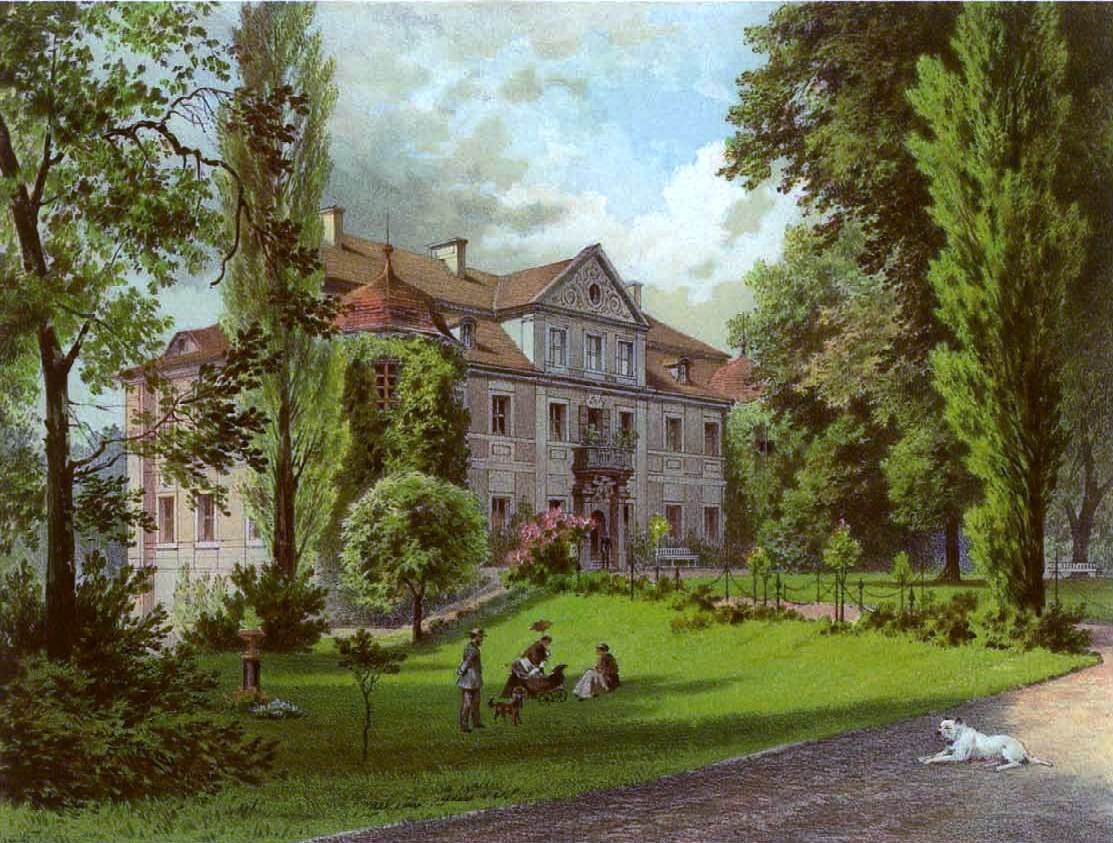
Schloss Klein Gaffron um 1860, Sammlung Alexander Duncker

Urkundlich wurde Raudten zum ersten Mal um 1209 erwähnt. Die Stadterhebung erfolgte noch vor 1339. Bekannt wurde der Ort 1936 durch eine Ausstellung in Berlin, auf der ein Mühlenbautrieb aus Raudten neue Stromlinienflügel für eine Windmühle nach einem Patent von Kurt Bilau demonstrierte.
Bis 1945 gehörte Raudten zum Landkreis Lüben im Regierungsbezirk Liegnitz der preußischen Provinz Niederschlesien des Deutschen Reichs.
Nach Ende des Zweiten Weltkriegs wurden große Teile Niederschlesiens mit dem Landkreis Lüben von der Sowjetunion unter polnische Verwaltung gestellt. Raudten erhielt den polnischen Namen Rudná und verlor die Stadtrechte. In der Folgezeit wurde die einheimische deutsche Bevölkerung von der örtlichen polnischen Verwaltungsbehörde aus Raudten vertrieben.

## Bevölkerungsentwicklung
| Jahr | Einwohner | Anmerkungen                                        |
| ---- | --------- | -------------------------------------------------- |
| 1905 | 1299      | meist Evangelische, 270 Katholiken und zwölf Juden |
| 1933 | 1693      | [ 3 ]                                              |
| 1939 | 1901      | [ 3 ]                                              |

## Gemeinde
Zur Landgemeinde Rudna gehören das Dorf selbst und 28 weitere Dörfer mit Schulzenämtern.

## Persönlichkeiten
- Gottfried Bleyel (1631–1691), lutherischer Theologe und Dichter
- Georg Abraham  Michaelis (1686–1724), lutherischer Pfarrer und Kirchenlieddichter
- Johann Heermann (1585–1647), bedeutender Kirchenliederdichter
- Arthur Adolph (1896–1956), Politiker, Reichstagsabgeordneter
- Julius Benda (1838–1897), Architekt
- Walter Hamfler (1907–1940), Politiker (NSDAP).
- Arthur Leppmann (1854–1921), Gefängnisarzt, Gerichtspsychiater